# Перфекционизм (психология)
Перфекциони́зм в психологии — убеждение, что идеал может и должен быть достигнут; что несовершенный результат работы не имеет права на существование. 

## Описание явления
Можно выделить следующие аспекты перфекционизма:
- адресованный к себе перфекционизм — постоянное самоцензурирование и стремление к совершенству;
- адресованный к другим людям перфекционизм — завышенные требования к окружающим;
- адресованный к миру в целом перфекционизм — убеждённость в том, что всё в мире должно быть правильно[2];
- социально предписываемый перфекционизм — потребность соответствовать стандартам и ожиданиям других людей.

Перфекционизм может проявляться в:
- стремлении довести любое действие до идеала;
- скрупулёзности, повышенном внимании к мелочам;
- агрессивной форме депрессивного поведения субъекта.

Перфекционизм включает в себя:
- чрезмерно высокие стандарты (приводит к сильному снижению удовлетворения результатами своей деятельности);
- концентрацию на ошибках;
- сомнения в качестве выполнения действий;
- восприимчивость к завышенным ожиданиям;
- восприимчивость и невосприимчивость к критике;
- дисбаланс в оценке себя и других.

## Причины перфекционизма
Карен Хорни утверждала, что перфекционизм является неотъемлемой частью «идеализированного образа».
Хамачек (1978) писал, что невротический перфекционизм происходит из детского опыта взаимодействия с неодобряющими или непостоянно проявляющими одобрение родителями, чья любовь всегда условна и зависит от результатов деятельности ребёнка. В первом случае ребёнок стремится «стать совершенным не только для того, чтобы избежать неодобрения других, но для того, чтобы наконец принять самого себя через сверхчеловеческие усилия и грандиозные достижения». Во втором случае «человек приходит к пониманию: только хорошее выполнение деятельности делает его ценным».
Имея представления о себе как о собственном идеале, «больной» начинает жестоко критиковать себя, когда находит что-то, что противоречит этому. Например, если, согласно его представлению о себе, он очень талантлив, но вдруг не может написать стихи, когда ему вздумается (или не может написать очень эмоциональные, идеальные стихи), он обрушивает на себя критику в смеси с презрением к себе.
Считая, что он идеален, он думает, что окружающие и вообще сам мир должен относиться к нему соответственно. Если составленный идеал не имеет критики, эгоизма, оценочного восприятия (шаблоны/суждения) и т. д., он непременно может носить другой характер. То есть он недосягаем. Но под влиянием эгоизма и любых других разрушающих мыслей/эмоций человек может деградировать.
Стремление к «идеалу», как минимум, в части случаев является попыткой уйти от дискомфорта, причиной появления которого является то, что субъективно человеку кажется недоделанным или неровным или «лишним».
В исследовании Фроста (1994) была установлена связь между личными стандартами и симптомами ОКР. В недавнем исследовании было установлено, что перфекционизм служит предиктором симптомов ОКР независимо от таких параметров, как «ответственность» и «воспринимаемая опасность».
Адресованный перфекционизм взаимодействует со стрессогенными событиями в сфере достижений (но не в межличностной сфере) и может служить предиктором появления симптомов депрессии через четыре месяца. Адресованный перфекционизм является специфическим фактором уязвимости, который в сочетании с конгруэнтным стрессогенным событием вызывает депрессию.

## Психотерапия перфекционизма
В рамках психотерапии достигаются следующие задачи: разрушение иллюзорного представления о себе и достижение способности человека принимать себя таким, какой он есть на самом деле, а также выявление и устранение тех причин, по которым перфекционизм образовался в принципе.
«Патологический» перфекционизм проявляется при различных психических расстройствах, таких как обсессии, компульсии, ОКР или ананкастное расстройство личности. Лечение такого вида перфекционизма назначается в соответствии с психическим расстройством.